# 顯微鏡座δ
顯微鏡座δ，又名CD-3018382，HD 200718、SAO 212709、HR 8070，是顯微鏡座的一颗恒星，视星等为5.68，位于銀經15.35，銀緯-40.95，其B1900.0坐标为赤經20h 59m 58.9s，赤緯-30° -40.95′ 20″。